# Syntrichia calcicola
A Syntrichia ruralis fajkomplex egyik tagja a mészkő és dolomit sziklákon gyakori Syntrichia calcicola.

## Megjelenése
A Syntrichia ruralis-hoz nagyon hasonlít ez a faj, de a növény kissé gyengébb megjelenésű, mérete kisebb, csak 1–2 cm magas. A levelek csúcsa lekerekített, és nedvesen csak gyengén hajlanak hátra. De a levélér ugyanúgy áttetsző, fogazott szőrszál formájában fut ki. A levél tövénél kisebb csoportot alkotnak az áttetsző, hosszúkás sejtek, mint az S. ruralis-nál, és élesebben is elkülönülnek a levéllemez többi sejtjétől. A levélszél csak a levél hosszának kétharmadáig begöngyölt.

## Elterjedése
Magyarországon a középhegységekben fordul elő, de nem gyakori. Megtalálható egész Európában és Észak-Amerikában is.

## Termőhelye
Mész- és dolomitsziklákon élő faj, de ritkán bazalton, andeziten és löszön is előfordul. Napos kitett köveken, köves felszíneken, homokdűnéken található meg.

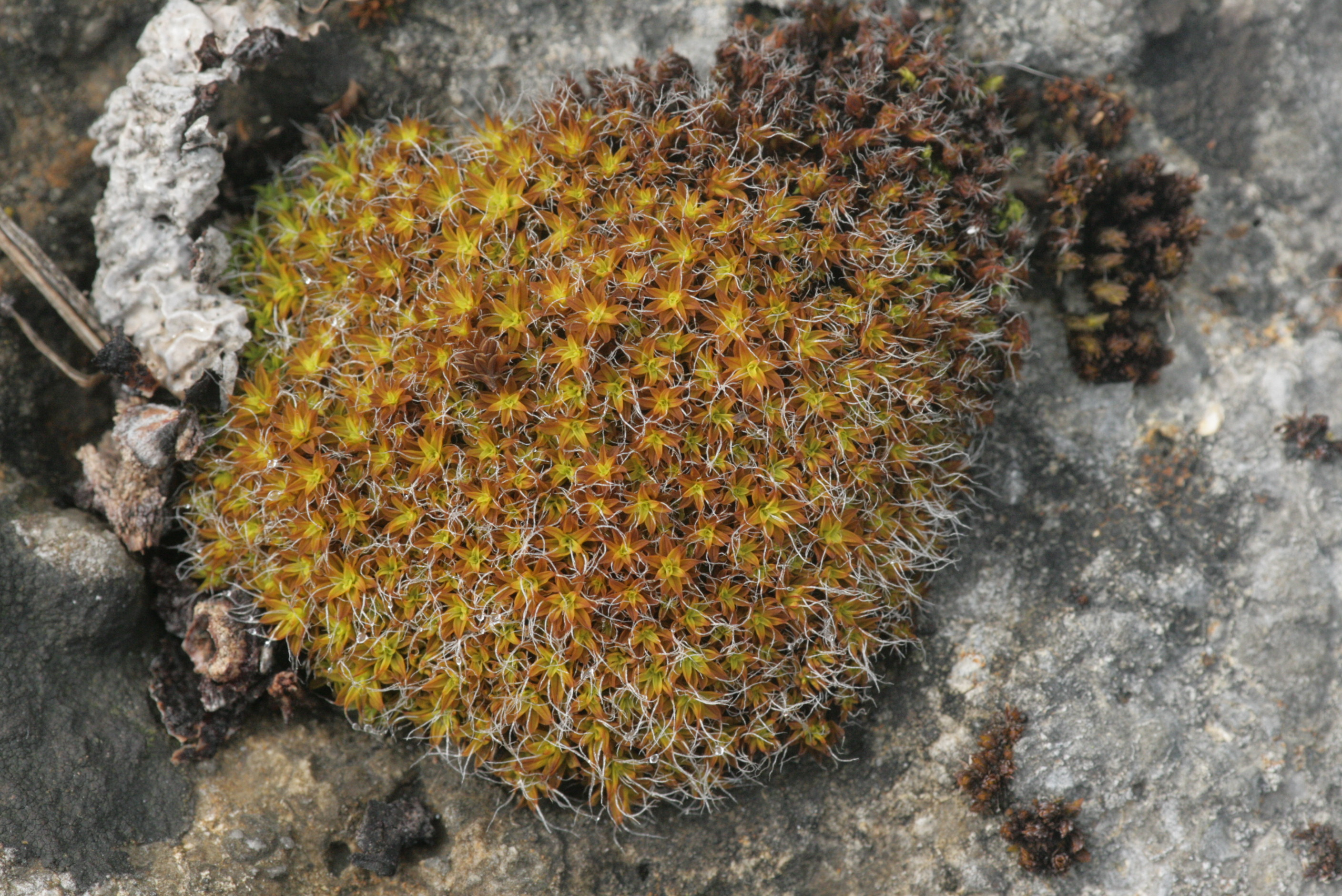
A növények laza párnát alkotnak a sziklákon.
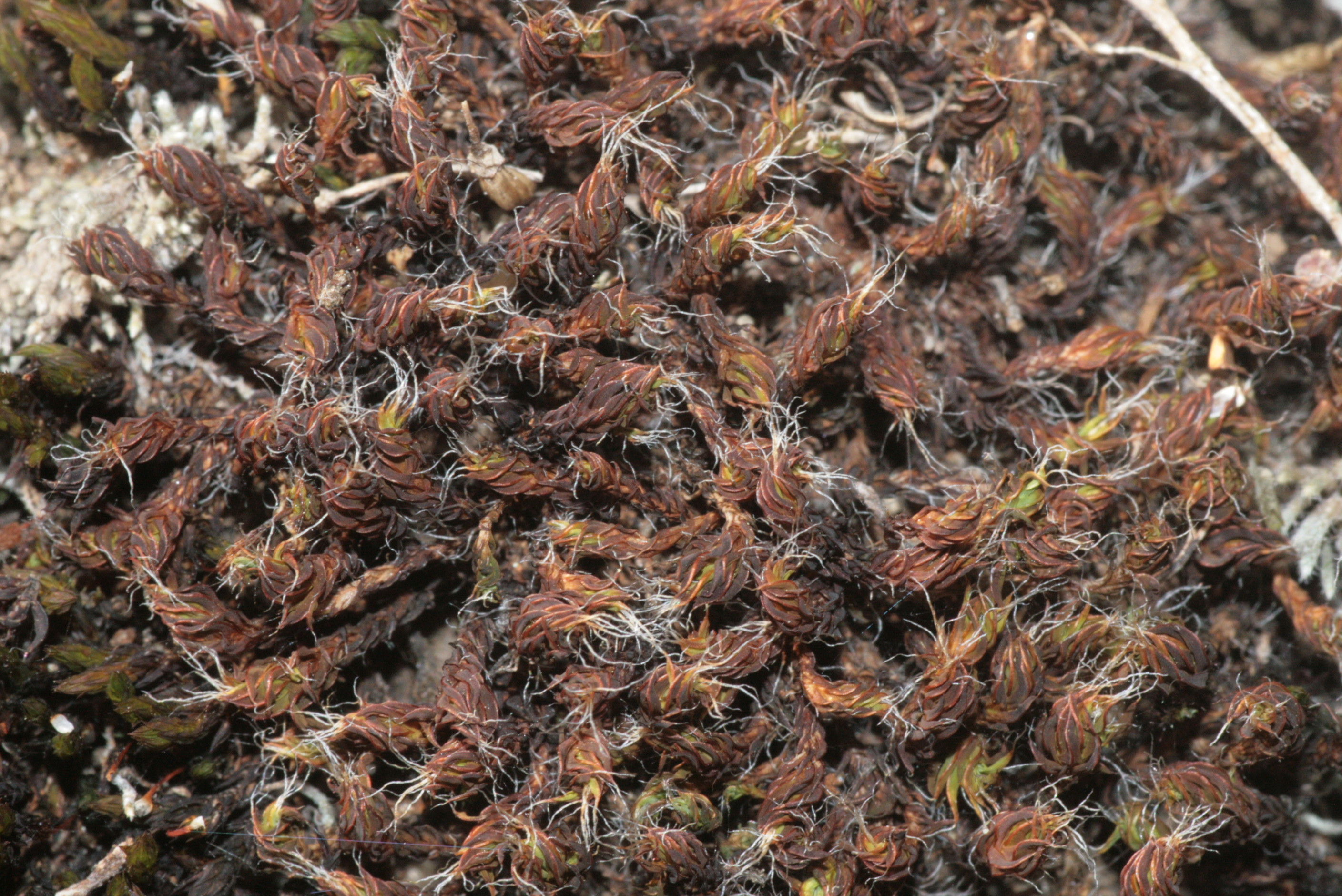
Szárazon enyhén csavarodottak a levelek.
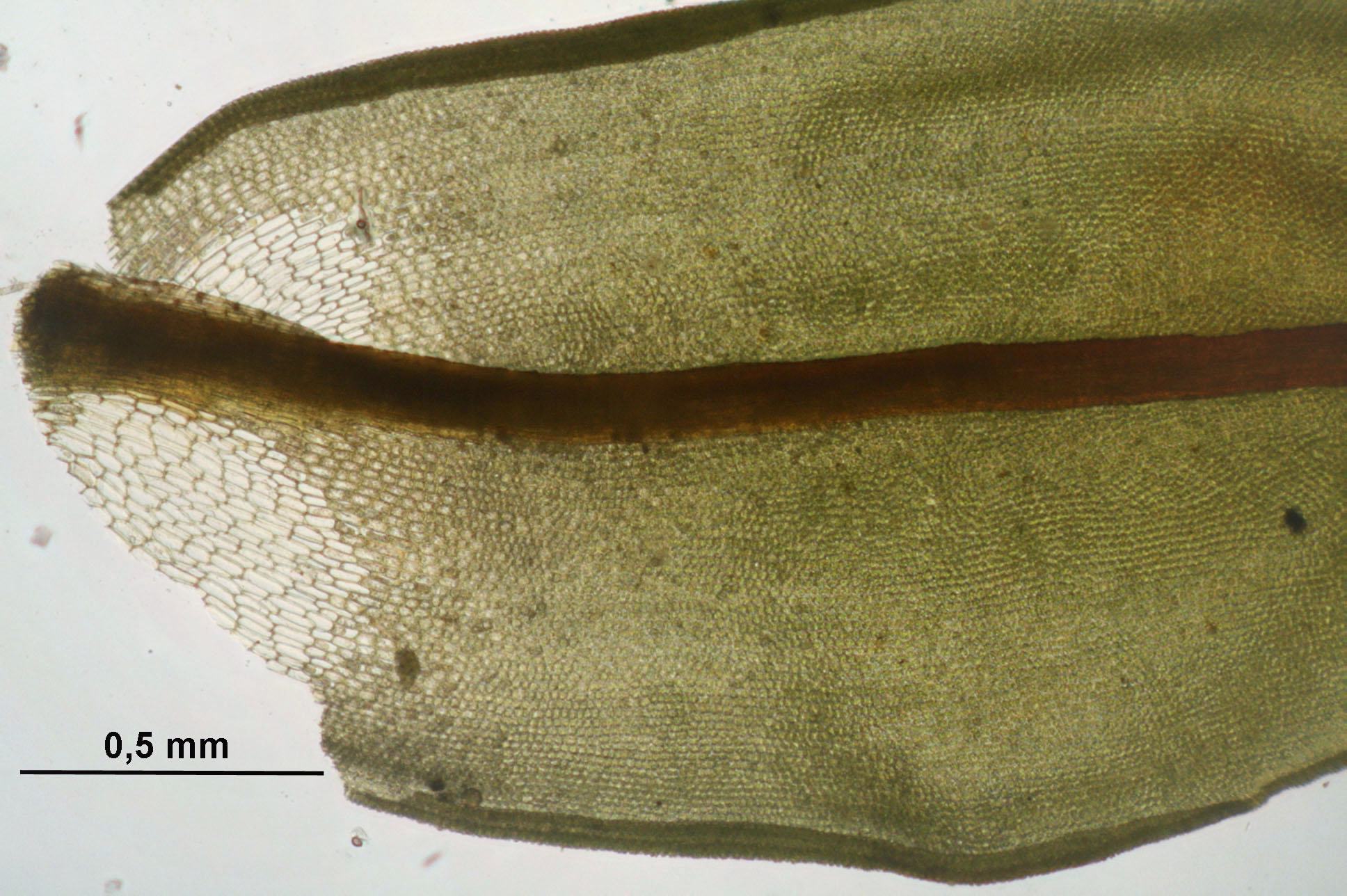
A levelek tövén az átlátszó hosszúkás sejtek kis területű, jól elkülönült csoportot alkotnak.
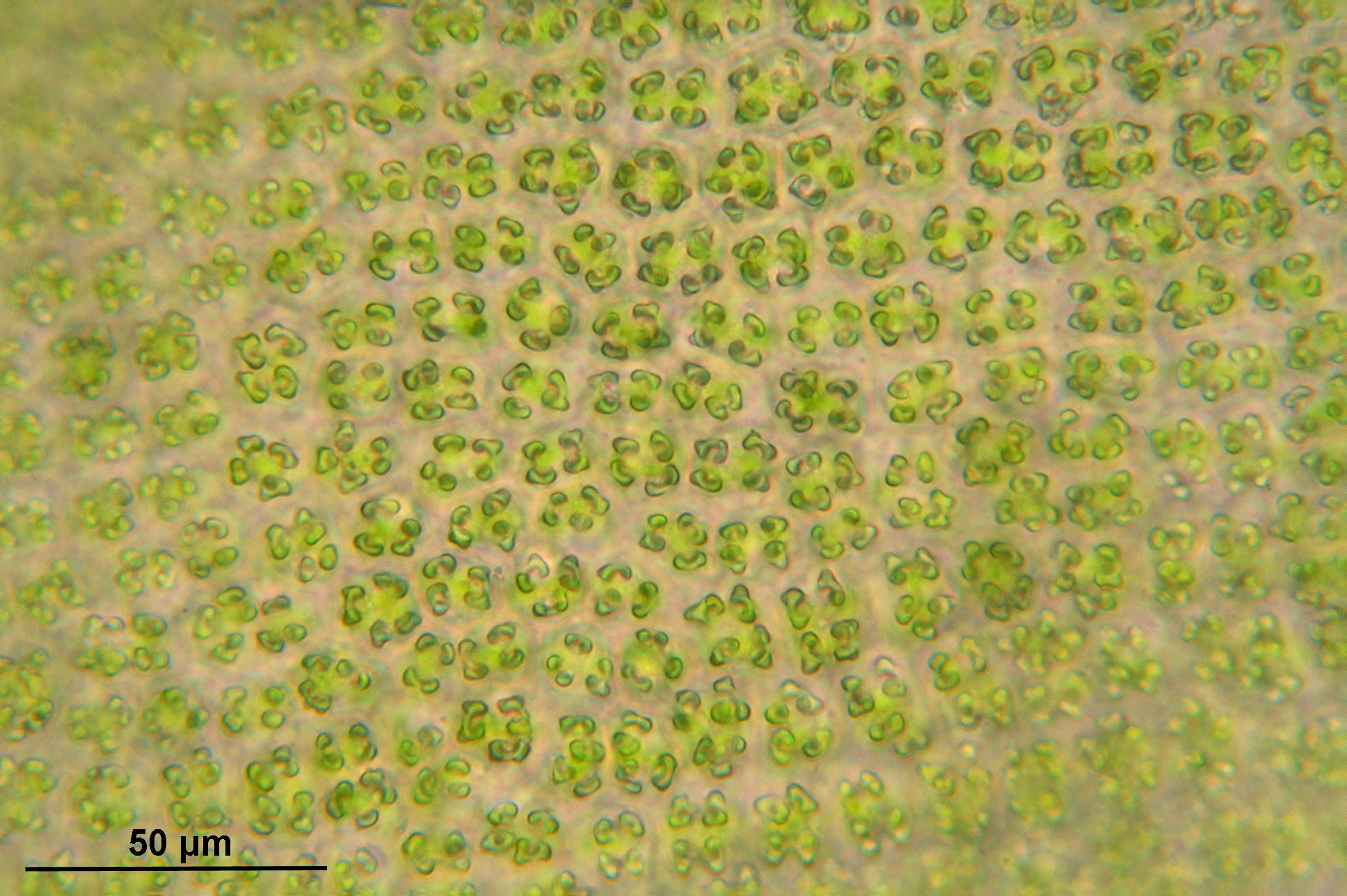
Jellegzetes a levéllemez sejtek papilláinak az elhelyezkedése és alakja.